# Лі Деван
Лі Деван (кит.: 李德旺; піньїнь: Lǐ Dewang), храмове ім'я Сяньцзун (кит.: 獻宗; піньїнь: Xiànzōng; 1181–1226) — дев'ятий імператор Західної Ся.

## Життєпис
Був сином імператора Лі Цзюньсю. Став імператором Західної Ся, коли 1223 року батько передав йому престол.
Лі Деван успадкував слабку державу. Тому новий імператор вирішив змінити політику своїх попередників і налагодити союзницькі відносини з династією Цзінь. Однак остання, потерпаючи від постійних нападів монголів, уже не могла нічим допомогти Західній Ся.
Лі Деван також змінив політику щодо монголів — він вирішив не об'єднуватись із ними, а боротись проти них. Але й тут імператор успіху не мав, бо його армія була послаблена в попередніх війнах проти Цзінь.
1226 року Лі Деван помер, а трон успадкував його племінник Лі Сянь.